# Fitomassa
La fitomassa és la quantitat de biomassa vegetal present en un moment i en un lloc determinat. Per a poder-la comparar i agrupar s'expressa la fitomassa com a matèria seca (sense aigua).
S'ha calculat que la fitomassa total de la superfície de la Terra és de 2,4 bilions de tones. Aquest càlcul s'ha fet tenint en compte 106 formacions vegetals terrestres.
La fitomassa marina és 15.000 vegades inferior a la terrestre (1.700.000.000 tones)
El 56% d'aquesta fitomassa està en la zona tropical, el 18% en la zona boreal (Taigà) el 14% en la zona subtropical el 12% en la zona subboreal i l'1% en la zona polar.
El 82% de la fitomassa del món està en els boscos.